# Leopoldo Billings
Leopoldo Billings (* 23. Juli 1932 in El Callao, Bolívar; † 24. Januar 2010) war ein venezolanischer Komponist, Dirigent und Musikpädagoge.
Billings hatte Unterricht bei seinem Vater, dem Organisten Norman Billings, bevor er die Escuela Superior de Música José Ángel Lamas besuchte, wo er Orgel bei Evencio Castellanos, Posaune bei Pascual Salvato und Komposition bei Vicente Emilio Sojo studierte. 1959 schloss er die Ausbildung als Maestro compositor ab.
1971 studierte er Dirigieren bei Victor Tevah und Enrique García Asencio. Später war er Kompositionsschüler von Bernardo Bernaola in Santiago de Compostela. 1977–78 nahm er an musikwissenschaftlichen Kursen bei Miguel Quero teil. 
Billings wirkte als Organist an der Kathedrale von Caracas, Kapellmeister an der Kirche der St.-Josefs-Gemeinde sowie als Musiker und Vorstandsmitglied des Orquesta Sinfónica de Venezuela. Er trat als Dirigent in verschiedenen lateinamerikanischen Ländern auf und unterrichtete seit 1960 Harmonielehre, Kontrapunkt und Komposition an der  Escuela Superior de Música José Angel Lamas und der Escuela Juan Manuel Olivares.

## Werke
- Ella für Klavier, 1953
- Canción für drei Stimmen, 1956
- Carillón für Klavier, 1956
- Exótico amanecer, 1957
- El sembrador, 1958
- La flor, 1958
- Instantáneas, 1958
- Obertura concertante für Flöte, Oboe, Klarinette, Horn, Timba und Orchester, 1959
- Ave María für Stimme und Orgel, 1960
- Kyrie eleison für drei Stimmen, 1960
- Estudio para dos trombones de varas, 1962
- Cuarteto para tres trombones de vara en tres movimientos, 1964
- Cantata laudate sevum Domine für Bariton, Orgel und Orchester, 1967
- Cuarteto para cuerdas en un movimiento, 1988
- Hay en la tarde, 1980
- Momentum I für Gitarre, 1985
- Fughetta für Gitarre, 1989